# صموئيل ويتمور
صموئيل ويتمور (بالإنجليزية: Samuel Whittemore)‏ هو جندي وفلاح أمريكي، ولد في 27 يوليو 1696 في Charlestown, Boston ‏ في الولايات المتحدة، وتوفي في 3 فبراير 1793 في كامبريدج في الولايات المتحدة.